# Monson Lake State Park CCC/WPA/Rustic Style Historic Resources
 (septembre 2020).
Pour les articles homonymes, voir Monson.
Les Monson Lake State Park CCC/WPA/Rustic Style Historic Resources sont des structures formant un district historique dans le comté de Swift, dans le Minnesota, aux États-Unis. Situé au sein du Monson Lake State Park, ce district emploie le style rustique du National Park Service. Il est inscrit au Registre national des lieux historiques depuis le 25 octobre 1989.